# El gat amb botes (pel·lícula)
El gat amb botes (títol original en anglès: Puss in Boots) és una pel·lícula d'animació per ordinador del 2011 dirigida per Chris Miller i amb Guillermo del Toro com a productor executiu. Compta amb Antonio Banderas i Salma Hayek com a protagonistes i Tom Wheeler com a guionista. Es va estrenar als cinemes el 27 d'octubre de 2011 a 3D i IMAX. És un spin-off de la pel·lícula Shrek 2. La pel·lícula es va doblar al català.

## Argument
Relata la història del gat abans de conèixer Shrek i el seu amic el ruc. Gat és un fugitiu de la justícia que es dedica a robar per subsistir, sense fer-ho a persones de baixos recursos o a esglésies. El personatge s'assembla en la seva actitud de malfactor al personatge fictici d'El Zorro que curiosament també és interpretat per Antonio Banderas. El lloc en el qual va ser criat Gat és al poble de San Ricardo, on va ser abandonat de petit en un orfenat. Allà coneix la dona que ell anomenaria Mare i el seu únic amic i germà Humpty Dumpty. Al costat d'Humpty planeja trobar els fesols màgics que, segons el seu germà adoptiu, fan germinar una immensa planta que conduïa a una terra màgica al cel.
Ambdós es dediquen a robar mongetes a alguns pagesos per trobar-ne els màgics. A poc a poc entren en una relació de delinqüents que la seva mare no aprova i de la qual els intenta dissuadir. Tanmateix, Gat i Humpty continuen amb la seva tasca de lladres.

## Música
Totes les cançons foren compostes per Henry Jackman, excepte «Diablo Rojo» i «Hanuman», que ho foren per Rodrigo y Gabriela.
| Núm.          | Títol                            | Durada |
| ------------- | -------------------------------- | ------ |
| 1.            | «A Bad Kitty»                    | 2:04   |
| 2.            | «One Leche»                      | 2:01   |
| 3.            | «Jack and Jill»                  | 0:22   |
| 4.            | «Holy Frijoles»                  | 1:14   |
| 5.            | «Chasing Tail»                   | 1:09   |
| 6.            | «Diablo Rojo»                    | 4:53   |
| 7.            | «Humpty Dumpty & Kitty Softpaws» | 2:42   |
| 8.            | «The Orphanage»                  | 4:29   |
| 9.            | «Honor and Justice»              | 1:44   |
| 10.           | «That Fateful Night»             | 2:35   |
| 11.           | «The Wagon Chase»                | 2:58   |
| 12.           | «Team Effort»                    | 0:57   |
| 13.           | «Planting the Beans»             | 2:09   |
| 14.           | «The Magic Beanstalk»            | 1:17   |
| 15.           | «Castle in the Clouds»           | 1:57   |
| 16.           | «Golden Goose of Legend»         | 6:38   |
| 17.           | «Hanuman»                        | 3:39   |
| 18.           | «Confronting the Past»           | 1:37   |
| 19.           | «I Was Always There»             | 4:06   |
| 20.           | «Kitty-Cat Break-Out»            | 1:35   |
| 21.           | «The Great Terror»               | 7:56   |
| 22.           | «Farewell to San Ricardo»        | 1:32   |
| 23.           | «The Puss Suite»                 | 3:09   |
| 24.           | «The Giant's Castle»             | 3:08   |
| Durada total: | Durada total:                    | 65:51  |

## Repartiment
| Intèrpret          | Personatge              | Veu en català    |
| ------------------ | ----------------------- | ---------------- |
| Antonio Banderas   | Gat amb Botes           | Albert Mieza     |
| Salma Hayek        | Kitty Urpes de Seda     | Esther Solans    |
| Zach Galifianakis  | Humpty Alexander Dumpty | Xavier Cassan    |
| Billy Bob Thornton | Jack                    | Ramon Canals     |
| Amy Sedaris        | Jill                    | Aurora García    |
| Constance Marie    |                         | Imelda           |
| Guillermo del Toro | Comandante              | Ramon Canals     |
| Mike Mitchell      | Jan de les Monjetes     | Quim roca        |
| Rich Dietl         | Caça-recompenses        | Eduard Doncos    |
| Ryan Crego         | Luis                    | Toni Astigarraga |

## Premis i nominacions

### Nominacions
- 2012. Oscar a la millor pel·lícula d'animació
- 2012. Globus d'Or a la millor pel·lícula d'animació